# Vyvyan Vavasour Pope
Vyvyan Vavasour Pope, britanski general, * 30. september 1891, † 5. oktober 1941.